# トログロダイト
トログロダイト(Troglodyte)は、テーブルトークRPG『ダンジョンズ&ドラゴンズ』(D&D)に登場する架空のヒト型爬虫類種族である。

“Troglodyte”は「穴居人」という意味だが、爬虫類人にしたのはD&Dのオリジナルと考えられる。

## 掲載の経緯
トログロダイトは『アドバンスト・ダンジョンズ&ドラゴンズ』（AD&D）の第1版から登場している。

### AD&D 第1版(1977-1988)
トログロダイトは第1版『Monster Manual』(1977、未訳)にて、「地底に棲み、人間を憎み遭遇した者を虐殺する爬虫類型のヒト型生物」と説明されている。
冒険シナリオ『トカゲ神の教団に備えよ（Against the Cult of the Reptile God）』(1982、未訳)では重要な役割が与えられている。

### D&D 第2版(1977-1999)
『ダンジョンズ＆ドラゴンズ ベーシックセット』(1977、1981、1983。日本語版は83年版)に登場したトログロダイトは、その後の版である『Dungeons & Dragons Game set』(1991、未訳)、『ダンジョンズ＆ドラゴンズ　ルールエンサロペディア』(1991)、『Classic Dungeons & Dragons Game set』(1994、未訳)、『Dungeons & Dragons Adventure Game set』(1999、未訳)にも登場している。

### AD&D 第2版(1989-1999)
AD&D第2版でトログロダイトは『Monstrous Compendium Volume 2』(1989、未訳)に登場し、『Monstrous Manual』(1993、未訳)に再掲載された。
『ダンジョン』235号(1996年11月)では“トログロダイトの生態”特集が寄稿され、265号(1999年11月)ではプレイヤー用キャラクター種族のひとつとして紹介されている。

### D&D 第3版(2000-2002)、D&D 第3.5版(2003-2007)
D&D第3版では『モンスターマニュアル』(2000)に登場し、3.5版でも改訂版『モンスターマニュアル』(2005)に登場した。
フォーゴトン・レルムのサプリメント、『Serpent Kingdoms』(2004、未訳)にプレイヤー用種族として登場している。
『ダンジョン』122号(2005年5月)では“触角のついたトログロダイト(Antennae troglodyte)”、“鉤爪のあるトログロダイト(Clawed troglodyte)”、“よじ登るトログロダイト(Climbing troglodyte)”、“腕を振り回すトログロダイト(Flailing troglodyte)”、“有角トログロダイト(Horned troglodyte)”、“飛びかかるトログロダイト(Jumping troglodyte)”、“触手を持ったトログロダイト(Tentacled troglodyte)”、“不潔なトログロダイト(Vicious troglodyte)”といった亜種が寄稿されている。

### D&D 第4版(2008-)
D&D第4版でもトログロダイトは『モンスター・マニュアル』(2008)、『モンスター・マニュアルⅡ』(2009)、エッセンシャルズの『Monster Vault』(2010、未訳)に登場している。第4版で登場しているトログロダイトは以下の通りである。
- トログロダイトの戦士／Troglodyte Warrior　(MM1)
- トログロダイトのぶん殴り屋／Troglodyte Mauler　(MM1、MV)
- トログロダイトの投槍兵／Troglodyte Impaler　(MM1、MV)
- トログロダイトの呪術師／Troglodyte Curse Chanter　(MM1)
- トログロダイトの暴れん坊／Troglodyte Thrasher　(MM2、MV)
- トログロダイトの神殿守護者／Troglodyte Temple Champion　(MM2)
- トログロダイトの深き災厄／Troglodyte Deepscourge　(MM2)
- うめくトログロダイト／Troglodyte Grunt　(MV)

### D&D 第5版(2014-)
D&D第5版では、『モンスター・マニュアル』(2014)に登場している。

## D&D以外のテーブルトークRPG

### パスファインダーRPG
D&D3.5版のシステムを継承するパスファインダーRPGにてトログロダイトは『ベスティアリィ』(2009)に登場している。

### 13th Age
D&D第4版デザイナー、ロブ・ハインソーとジョナサン・トゥイートによるd20システム使用のファンタジーRPG、13th Ageでは、『13th Age RPG Core Book』(2013、未訳)にて、“トログ(Trog)”、“トログ・チャンター(Trog Chanter)”、“トログ・アンダーリング(Trog Underling)”が登場している。

## 肉体的特徴
トログロダイトは人間よりは若干背が低く、身長は5フィート(約1.5m)、体重は150ポンド(約70kg)ぐらいである。腕はひょろ長いが筋肉質で、脚はずんぐりとしている。また、細長い尻尾がある。外見はリザードマンに似ているが、前頭部から背中にかけてイグアナのようなフリル状のとさかがある。目は黒く、暗視の能力がある。体表は黄土色から純白まで様々だが、カメレオンのように体表を変化できる。
卵生で、洞窟内の湿った場所に卵を置くが、成体まで成育するのは数百の卵の中から数十体程度である。幼体から成体へと成育するのは2年ほどかかる。

### 体臭
トログロダイトは耐え難き体臭を放ち戦闘に悪影響を与えるモンスターとして代々のシリーズに設定されている。

第5版では、「オークのふんどしみたいな臭いだ！」という吹き出し文がある。
D&D第2版では悪臭を放つ油を所持しているだけだったが、3.5版の『モンスターマニュアル』では怒りや恐怖を感じると麝香に似た体液を分泌するようになる。第4版の『モンスター・マニュアルⅡ』では錬金術の秘薬を用いて自らの体臭をより危険な攻撃手段とする“トログロダイトの深き災厄”という個体が登場する
。
『13th age』ではトログロダイトの体臭がどれだけ効くかが、個体差によって示されている。エルフ、ノーム、ノールにとっては致命的な効果があるが、ドワーフにはさほど効果がない。機械人間であるフォージボーン(Forgeborn)にはまったく影響がない。

## 社会
トログロダイトは“混沌にして悪”であり、人間およびすべての種族に敵意を持っている。
彼らは知性的ではないが野蛮で凶暴、卑劣な種族として悪名高い。アンダーダークの洞窟に居住しているが人間型生物を捕食することを好み、暗視や迷彩の能力が活用できる闇夜にかけて地上への襲撃や旅人への待ち伏せを頻繁に行う。彼らは成体が30体ばかりの部族を点在させており、最も力強く残虐な個体が族長となるが、族長が弱いと見透かされるとたちまち他の個体によって虐殺される。敵対同士の部族による内輪争いも多く、片方が皆殺しに遭うか、双方疲れ果てて一番強い個体によって統一されるかが普通である。
トログロダイトにとって一番の貴重品は鋼であり、他の(人間型種族にとって)宝物が彼らの巣に無造作に投げ捨てられていることもある。トログロダイトは革製のハーネスに武器や食料(乾いた肉)を吊しているが、族長のそれにはいくつかの鉄片が飾られている。金属製の武器や鎧となれば彼らの垂涎の的であり、一振りの変哲もない剣を巡って部族が崩壊するほど争うこともある。
戦闘になれば、彼らは石の斧や棍棒、そして投げ槍を使う。特に投げ槍は得意で、物陰から一斉に槍を投げつけてから襲撃することを好む。戦局が悪くなったら、撤退し身を潜める。
トログロダイトは最も古くから文明を築いた太古の知的生物であり、他の人間型種族が洞窟に棲み、火を獲得した時代にはジッグラトを構え運河を擁した都市国家を構成していた。彼らは邪神やデーモンを崇め、他の種族を奴隷としていたが、それら奴隷たちが文明化し勢力を拡大するにつれ、トログロダイトの文明は退化し逆に洞窟へと追いやられていった。
アンダーダークの強力な文明的種族、ドラウやマインド・フレイヤーはトログロダイトを奴隷とし、雑兵として使う。トログロダイトの傭兵は喜んで戦うが、金品ではなく生きた人間型生物を要求してくる。

## 信仰
トログロダイトは3.5版の『モンスターマニュアル』ではトカゲと蛙の合いの子のような邪神ラオグゼド(Laogzed)を崇拝している。

ラオグゼドへの信仰は第5版でも行われている。ラオグゼドは彼の崇拝者に、肥え太り満足する夢を見せる以外は信仰に対する見返りは一切行わない。
第4版『モンスター・マニュアル』では“這い寄る神”トログを崇めており、トログに捧げる生贄を求めて地上に現れることもある。デーモン・プリンスのデモゴルゴンを崇拝している者も多い。
トログロダイトの社会ではシャーマンやクレリックが部族の中心的存在であり、部族に不気味な命令を下すのでどこでも畏れられ、かつ敬われている。信仰に無縁な者は彼らの意のままに従わさせられる。トログロダイトの宗教家は“中立にして悪”である。

## D&D世界でのトログロダイト

### グレイホークでのトログロダイト
千年以上前、デーモン信仰による狂気に冒される前にトログロダイトの祖先はオアースを支配していたが、散り散りになったほとんどの部族はその文明を保持することはできなかった。現代のアイアンゲートの近くにて、Hradikarの戦士たちがトカゲ人の支配を討伐した時には、フラン人の部族に対してオーリッサのフラン人王国にまでトログロダイト部族の支配が及んでいた。だが、人間たちに直接刃向かうことなく、彼らは魔法による眠りについた。

## コンピュータゲームでのトログロダイト
D&Dを元にしたアーケードゲーム、『ダンジョンズ&ドラゴンズ タワーオブドゥーム』と、その続編『ダンジョンズ&ドラゴンズ シャドーオーバーミスタラ』にトログロダイトは雑魚キャラとして登場する。ゲーム中でのトログロダイトはトライデントを武器としており、跳躍からの攻撃や後転して間合いを取るなどアクロバティックな動きを見せる。時折、体からガスを噴出し、命中した自機はしばらく行動できなくなる。その他にもオイルと同様の効果がある袋を投げつけたりもする。